# Miquel Robusté Colomer
Miquel Robusté Colomer (Vilassar de Mar, 20 de maig de 1985) és un futbolista català que juga com a defensa al Xerez CD.

## Biografia
Nascut a Vilassar de Mar, va començar la seva trajectòria com a futbolista al RCD Espanyol. Va jugar als equips juvenils durant la temporada 2003-2004, i durant les següents temporades va jugar regularment al RCD Espanyol B.
A la temporada 2006-07 va ser cedit al Polideportivo Ejido de la segona divisió, jugant-hi 29 partits. L'estiu del 2007 es desvincularia de l'Espanyol per incorporar-se al Llevant UE, de primera divisió.
Robusté va aconseguir una plaça a la plantilla granota, debutant contra la UD Almería el 30 de març de 2008. El 22 de maig de 2010, amb l'equip novament a segona divisió, va marcar dos gols contra l'FC Cartagena, amb un resultat final de 5-3 a favor del Llevant, que aconseguiria l'ascens aquella temporada.
El 8 d'agost de 2011 va deixar el club valencià i tornà a segona divisió per fitxar pel Xerez CD.